# Спектрофотометрия

Упрощённая схема абсорбционного спектрофотометра видимого и ультрафиолетового диапазонов

Спектрофотометри́я (абсорбционная) — физико-химический метод исследования растворов и твёрдых веществ, основанный на изучении спектров поглощения в ультрафиолетовой (200—400 нм), видимой (400—760 нм) и инфракрасной (>760 нм) областях спектра.
Основная зависимость, изучаемая в спектрофотометрии, — зависимость интенсивности поглощения (как правило измеряется оптическая плотность — логарифм светопропускания, так как она зависит линейно от концентрации вещества) падающего света от длины волны.
Спектрофотометрия широко применяется при изучении строения и состава различных соединений (комплексов, красителей, аналитических реагентов и др.), для качественного и количественного определения веществ (определения следов элементов в металлах, сплавах, технических объектах). Приборы спектрофотометрии — спектрофотометры.

## Внешние ссылки
- Spectrophotometry Handbook.